# 肉食龍類
肉食龍下目（学名：Carnosauria）是以群大型掠食性恐龍，生存於侏儸紀到白堊紀，在整個侏羅紀和白堊紀前中期均非常繁盛。肉食龍下目最初包含許多種類的大型獸腳亞目恐龍，但這些物種彼此之間並沒有接近的關係，而成為複系群；肉食龍下目後來被定義為只包含異特龍超科與牠們的近親。最近，科學家們發現一些非常大型的肉食龍下目恐龍，例如南方巨獸龍與魁紂龍等，牠們屬於鯊齒龍科，是最大型的掠食性恐龍之一。
肉食龍下目的明顯特徵包括：大型眼睛、長而狹窄的頭顱骨、以及大幅改變的腿部與骨盆結構，例如股骨比脛骨還長。

## 分類學
肉食龍下目傳統上被當成所有大型獸腳類恐龍的集中地，但80年代與90年代的研究顯示，除了體型相近以外，這群大型獸腳類恐龍只擁有少數共同特徵。肉食龍下目的大多數原有物種，現在被分類為更原始的獸腳類恐龍。其他物種如果跟鳥類有較近的親緣關係，則被分類於虛骨龍類、例如暴龍科。剩下的原有物種包含：斑龍科、棘龍科、以及角鼻龍類。甚至曾有非恐龍動物被分類於肉食龍下目，例如勞氏鱷目的巨齒龍（Teratosaurus）。
現代的親緣分支分類法研究將肉食龍下目定義為：與異特龍擁有較近共同祖先，而與現代鳥類擁有較遠共同祖先的所有恐龍
 （页面存档备份，存于）。

### 種系發生學
在1993年，菲力·柯爾（Phil Currie）與趙喜進建立異特龍超科演化支。在90年晚期，保羅.塞里諾（Paul Sereno）將異特龍超科定義為以分支基幹的演化支，並定義為︰在所有新堅尾龍類恐龍裡，親緣關係較接近異特龍，而離新鳥亞綱較遠的所有物種。在2007年，凱文·帕迪恩（Kevin Padian）則提出以節點為基礎的演化支，將異特龍超科定義為︰異特龍、中華盜龍的最近共同祖先，以及其最近共同祖先的所有後代。托馬斯·霍爾特（Thomas R. Holtz）、菲力·柯爾、肯尼思·卡彭特（Kenneth Carpenter）也使用這個演化支定義。但在近年研究裡，鯊齒龍科與異特龍科、中華盜龍科的演化關係則未確定，因此還無法確定鯊齒龍科是否屬於異特龍超科。
以下演化樹來自於Benson等人的2000年異特龍類研究。
|          | 異特龍屬                                              |
|          |                                                       |
| 鯊齒龍類 | \| \| 鯊齒龍科 \| \| \| \| \| \| 新獵龍科 \| \| \| \| |
|          | \| \| 鯊齒龍科 \| \| \| \| \| \| 新獵龍科 \| \| \| \| |
|          | 鯊齒龍科                                              |
|          |                                                       |
|          | 新獵龍科                                              |
|          |                                                       |

|  | 鯊齒龍科 |
|  |          |
|  | 新獵龍科 |
|  |          |

|          | 異特龍屬                                              |
|          |                                                       |
| 鯊齒龍類 | \| \| 鯊齒龍科 \| \| \| \| \| \| 新獵龍科 \| \| \| \| |
|          | \| \| 鯊齒龍科 \| \| \| \| \| \| 新獵龍科 \| \| \| \| |
|          | 鯊齒龍科                                              |
|          |                                                       |
|          | 新獵龍科                                              |
|          |                                                       |

|  | 鯊齒龍科 |
|  |          |
|  | 新獵龍科 |
|  |          |

## CPT-1980標本
編號'CPT-1980標本被發現於西班牙阿拉貢自治區的Villar del Arzobispo地層。地質年代為侏羅紀晚期提通階到白堊紀早期的貝里亞階。目前存在西班牙的地方博物館，是個長9.83公分的異特龍超科牙齒，只有齒冠部分。在2009年，研究人員將發現於葡萄牙的異特龍超科牙齒，長12.7公分，與CPT-1980標本作了比較，發現CPT-1980標本是已知在西班牙發現的最大型獸腳類恐龍牙齒，而完整身長被推測有6到15公尺長。

## "肉食龍"
肉食龍（"Carnosaurus"）是個無資格名稱，是由德國的休尼博士（Friedrich von Huene）在1929年所提出，有時被分類於恐龍之內。該名稱可能是個排版錯誤，休尼博士原本要將一個不確定物種歸類於肉食龍下目的分類未定項目，但在印刷的過程中這個名稱被錯置，變成休尼博士創造了一個新的屬名。這個假設是由喬治·奧利舍夫斯基（George Olshevsky）在1999年公佈在Dinosaur Mailing List論壇。肉食龍這個名稱從沒有過敘述，也沒有正常的使用。